# Erigeron celerieri
Erigeron celerieri là một loài thực vật có hoa trong họ Cúc. Loài này được Emb. & Maire mô tả khoa học đầu tiên.